# Nils Nilsson (tidningsman)
Nils Karl Nilsson, född 12 september 1908 i Tusby, död 6 november 1985 i Helsingfors, var en finländsk tidningsman och fackföreningsman. 
Nilsson var chefredaktör för Konsumtionsandelslagens centralförbunds tidning Konsumentbladet 1949-1958, ekonomisk skribent vid Päivän Sanomat 1958–1960 och ekonomisk sekreterare vid Finlands Fackförbunds Centralorganisation (FFC) 1961–1973. Han medarbetade på 1940- och 50-talet i Arbetarbladet/Svenska Demokraten bland annat under signaturen Sokrates Karlsson och skrev på 1970- och 1980-talet i FFC:s tidningar Löntagaren och Palkkatyöläinen. Han tilldelades socialråds titel 1970.